# Severní Korea na Letních olympijských hrách 2000
Severní Koreu na Letních olympijských hrách v roce 2000 reprezentuje výprava 31 sportovců (14 mužů a 17 žen) v 10 sportech.

## Medailisté
| Medaile | Jméno          | Sport    | Soutěž                        |
| ------- | -------------- | -------- | ----------------------------- |
| Stříbro | Ri Song-Hui    | Vzpírání | Ženy lehká váha do 58 kg      |
| Bronz   | Kang Yong-Gyun | Zápas    | Muži řecko-římský do 54 kg    |
| Bronz   | Kim Un-Chol    | Box      | Muži váha lehká muší do 49 kg |
| Bronz   | Kje Sun-hui    | Judo     | Ženy pololehká do 52 kg       |